# Rey Manaj
Rey Aldo Manaj (* 24. Februar 1997 in Lushnja) ist ein albanischer Fußballspieler. Er steht derzeit beim türkischen Verein Sivasspor unter Vertrag.

## Karriere

### Verein
Manaj wurde im Jugendbereich für die Saison 2013/14 von US Cremonese an die Jugendabteilung des Sampdoria Genua verliehen. Nach dem Ablauf der Leihe im Juni 2014 kehrte er zu Cremonese zurück – allerdings nicht in die Jugendabteilung, sondern zur 1. Mannschaft. Er spielte in der Spielzeit 2014/15 mit dem US Cremonese in der Lega Pro, der 3. Liga in Italien.
Am 21. Juli 2015 wurde Manaj vom italienischen Erstligisten Inter Mailand ausgeliehen. Sein Debüt in der Serie A bestritt er am 23. August 2015, dem 1. Spieltag. Beim 1:0-Erfolg über Atalanta Bergamo kam er in der 85. Minute für Marcelo Brozović ins Spiel.
Nach Ablauf der Spielzeit 2015/16 zog Inter Mailand eine Kaufoption, die Manaj aus seinem bis 2020 laufenden Vertrag bei der US Cremonese löste. Manaj wurde daraufhin zu Beginn der Saison 2016/17 an den Ligakonkurrenten und Aufsteiger Delfino Pescara 1936 verliehen. Im Januar 2017 wurde die Leihe beendet und Manaj an den Zweitligisten AC Pisa verliehen.
Zur Saison 2017/18 wurde er dann erneut verliehen, dieses Mal zum FC Granada und ein Jahr später weiter zu Albacete Balompié nach Spanien. Zur Saison 2019/20 wurde er fest verpflichtet.
Am 20. Januar 2020 wechselte Manaj zur zweiten Mannschaft des FC Barcelona. Er unterschrieb einen Vertrag bis zum 30. Juni 2023, der eine Ausstiegsklausel in Höhe von 50 Millionen Euro enthielt. Im Februar 2020 stand er beim Spiel gegen den FC Getafe erstmals Kader der ersten Mannschaft, wurde jedoch vom Trainer Quique Setién nicht eingesetzt. Manaj kam bis zum Ende der Saison 2019/20 auf 6 Einsätze in der drittklassigen Segunda División B, in denen er ein Tor erzielte. In den Aufstiegsplay-offs erzielte er in 3 Spielen ein Tor, jedoch scheiterte die Mannschaft am CE Sabadell. In der Saison 2020/21 folgten 21 Drittligaeinsätze mit 12 Torerfolgen. In der ersten Mannschaft spielte der Albaner unter dem neuen Cheftrainer Ronald Koeman keine Rolle. Zur Saison 2021/22 rückte der Stürmer fest in die erste Mannschaft auf. In der Offensive traf er auf Antoine Griezmann, Memphis Depay, Ousmane Dembélé, Martin Braithwaite, Ansu Fati und Sergio Agüero. An den ersten 3 Spieltagen stand Manaj im Spieltagskader, wurde aber nicht eingewechselt.
Ohne Chance auf regelmäßige Einsätze wechselte Manaj Ende August 2021 am letzten Tag der Transferperiode für 300.000 Euro bis zum Ende der Saison 2021/22 auf Leihbasis zum italienischen Erstligisten Spezia Calcio, der anschließend über eine Kaufoption in Höhe von 2,7 Millionen Euro verfügt. Zum Saisonschluss gelangen ihm 5 Tore in insgesamt 30 absolvierten Spielen. Die Kaufoption wurde jedoch nicht gezogen.
Zur Saison 2022/23 kehrte der Albaner nicht mehr zum FC Barcelona zurück, sondern wechselte zum englischen Zweitligisten FC Watford. Er unterschrieb beim Absteiger einen Vertrag bis zum 30. Juni 2025. Der FC Barcelona sicherte sich eine Weiterverkaufsbeteiligung in Höhe von 50 Prozent. Mitte Februar 2023 einigte sich Manaj mit dem Verein auf eine vorzeitige Vertragsauflösung, nachdem er nur bei 6 von 30 möglichen Ligaspielen und einem Spiel im Ligapokal eingesetzt wurden war. Vom Ende August bis Mitte November 2022 war er wegen einer Oberschenkelverletzung ausgefallen.
Mitte August 2023 fand er mit dem türkischen Erstligisten Sivasspor einen neuen Verein und unterschrieb dort einen Vertrag bis 30. Juni 2026. In seiner ersten Saison dort bestritt er 33 von 36 möglichen Ligaspielen, in denen er 18 Tore erzielte. Damit war Manaj drittbester Torschütze in der Saison.

### Nationalmannschaft
Nachdem er am 12. November 2014 für die U19 und am 28. März 2015 für die U21 Albaniens sein Debüt gab, bestritt er sein erstes Spiel für die A-Nationalmannschaft am 13. November 2015. Beim 2:2 im inoffiziellen Freundschaftsspiel gegen den Kosovo kam er in der 54. Minute für Sokol Cikalleshi aufs Feld und erzielte 12 Sekunden später ein Kopfballtor durch die Flanke von Ledian Memushaj.
Manja gehörte zum albanischen Kader bei der Europameisterschaft 2024 und bestritt dort alle drei Gruppenspiele.